# Rolf Zuckowski/Diskografie
Diese Diskografie ist eine Übersicht über die musikalischen Werke des deutschen Musikers, Komponisten, Musikproduzenten und Autors von Kinderliedern Rolf Zuckowski. Den Quellenangaben zufolge hat er bisher mehr als 20 Millionen Tonträger verkauft. Mit über 14,5 Millionen verkauften Einheiten zählt er zu einem der Interpreten mit den meisten verkauften Tonträgern in Deutschland. Seine erfolgreichste Veröffentlichung ist das Kinderalbum Winterkinder mit über 1,8 Millionen verkauften Einheiten. Allein in Deutschland wurde das Album für über 1,5 Millionen verkaufte Einheiten ausgezeichnet, womit es eines der meistverkauften Musikalben in Deutschland seit 1975 ist. Zusammen mit den Alben Im Kindergarten (1,25 Millionen verkaufte Einheiten), Rolfs Vogelhochzeit und Dezemberträume (jeweils eine Million verkaufte Einheiten) erreichten insgesamt vier seiner Tonträger den Status eines Millionensellers in Deutschland.
Zuckowski schaffte es mit acht Weihnachtsalben in die deutschen Albumcharts, so viele wie kein anderer Interpret in der Chartgeschichte seit 1962. Acht seiner Weihnachtsalben erhielten Gold- und Platinauszeichnungen für über vier Millionen verkaufte Tonträger. Kein anderer Interpret verkaufte mehr Weihnachtsalben in Deutschland seit 1975.

## Alben

### Studioalben
| Jahr | Titel Pseudonym                                                            | Höchstplatzierung, Gesamtwochen, AuszeichnungChartplatzierungen (Jahr, Titel, Pseudonym, Platzierungen, Wochen, Auszeichnungen, Anmerkungen) | Höchstplatzierung, Gesamtwochen, AuszeichnungChartplatzierungen (Jahr, Titel, Pseudonym, Platzierungen, Wochen, Auszeichnungen, Anmerkungen) | Anmerkungen                                                 |
| Jahr | Titel Pseudonym                                                            | DE | AT | Anmerkungen                                                 |
| ---- | -------------------------------------------------------------------------- | --- | --- | ----------------------------------------------------------- |
| 1977 | Rolfs Vogelhochzeit Rolf Zuckowski                                         | DE— ×2DoppelplatinDE | — | Erstveröffentlichung: 1977 Verkäufe: + 1.000.000            |
| 1979 | Rolfs Schulweg-Hitparade Rolf Zuckowski                                    | DE— GoldDE | — | Erstveröffentlichung: 1979 Verkäufe: + 250.000              |
| 1981 | Rolfs Radio Lollipop Rolf und seine Freunde                                | DE— PlatinDE | — | Erstveröffentlichung: 1981 Verkäufe: + 500.000              |
| 1982 | Lieder die wie Brücken sind Rolf und seine Freunde                         | DE— GoldDE | — | Erstveröffentlichung: 1982 Verkäufe: + 250.000              |
| 1984 | Große Show für kleine Leute Rolf und seine Freunde                         | — | — | Erstveröffentlichung: 1984                                  |
| 1985 | Zeit für Kinder – Zeit für uns Rolf Zuckowski                              | DE— GoldDE | — | Erstveröffentlichung: 1985 Verkäufe: + 250.000              |
| 1986 | Frag’ mir doch kein Loch in ’n Bauch Rolf Zuckowski und seine Freunde      | DE— GoldDE | — | Erstveröffentlichung: 1986 Verkäufe: + 250.000              |
| 1989 | Starke Kinder Rolf und seine Freunde                                       | DE— PlatinDE | — | Erstveröffentlichung: 8. November 1989 Verkäufe: + 500.000  |
| 1990 | Was Spaß macht… Rolf und seine Freunde                                     | DE— GoldDE | — | Erstveröffentlichung: 5. April 1990 Verkäufe: + 250.000     |
| 1990 | Ich schaff’ das schon! Rolf und seine Freunde                              | DE— GoldDE | — | Erstveröffentlichung: 22. Oktober 1990 Verkäufe: + 250.000  |
| 1990 | Wir wollen Sonne Rolf Zuckowski und seine Freunde                          | DE— GoldDE | — | Erstveröffentlichung: 4. Dezember 1990 Verkäufe: + 250.000  |
| 1991 | Nahaufnahme Rolf Zuckowski                                                 | — | — | Erstveröffentlichung: 16. April 1991                        |
| 1992 | Die Jahresuhr Rolf und seine Freunde                                       | DE32 Platin · (10 Wo.)DE | — | Erstveröffentlichung: 12. März 1992 Verkäufe: + 500.000     |
| 1992 | Rolfs neue Schulweg-Hitparade Rolf Zuckowski                               | DE46 ×3Dreifachgold · (18 Wo.)DE | — | Erstveröffentlichung: 27. Juli 1992 Verkäufe: + 750.000     |
| 1993 | Rolfs Liederkalender – Sing mit uns Rolf Zuckowski                         | DE62 Gold · (9 Wo.)DE | — | Erstveröffentlichung: 19. November 1993 Verkäufe: + 250.000 |
| 1994 | Im Kindergarten Rolf und seine Freunde                                     | DE— ×5FünffachgoldDE | — | Erstveröffentlichung: 31. Mai 1994 Verkäufe: + 1.250.000    |
| 1994 | Du brauchst ein Lied Rolf Zuckowski mit seinen großen und kleinen Freunden | DE40 Gold · (14 Wo.)DE | — | Erstveröffentlichung: 9. September 1994 Verkäufe: + 250.000 |
| 1996 | Rolfs Liederbüchermaus Rolf Zuckowski                                      | DE71 Gold · (8 Wo.)DE | — | Erstveröffentlichung: 4. Oktober 1996 Verkäufe: + 250.000   |
| 1996 | 12 Bunte Liedergeschichten Rolf und seine Freunde                          | DE— GoldDE | — | Erstveröffentlichung: 4. Oktober 1996 Verkäufe: + 250.000   |
| 1998 | Gute Laune – Gute Fahrt Rolf und seine Freunde                             | DE78 (5 Wo.)DE | — | Erstveröffentlichung: 29. Mai 1998                          |
| 1998 | Tiere brauchen Freunde Rolf Zuckowski                                      | DE78 (2 Wo.)DE | — | Erstveröffentlichung: 30. Oktober 1998                      |
| 1999 | Der kleine Tag Rolf Zuckowski mit Wolfram Eicke & Hans Niehaus             | DE90 Gold · (2 Wo.)DE | — | Erstveröffentlichung: 1. Oktober 1999 Verkäufe: + 150.000   |
| 2000 | Elbkinder Rolf Zuckowski mit vielen kleinen und großen Freunden            | — | — | Erstveröffentlichung: 21. Juli 2000                         |
| 2000 | Kinder werden groß Rolf Zuckowski                                          | DE90 (1 Wo.)DE | — | Erstveröffentlichung: 29. September 2000                    |
| 2001 | Rolfs Hasengeschichte – Ich bin stark Rolf Zuckowski                       | DE30 Platin · (6 Wo.)DE | — | Erstveröffentlichung: 2. März 2001 Verkäufe: + 300.000      |
| 2001 | Oma liebt Opapa Rolf Zuckowski und seine Freunde                           | — | — | Erstveröffentlichung: 5. November 2001                      |
| 2002 | Kinder brauchen Träume Rolf Zuckowski                                      | — | — | Erstveröffentlichung: 6. März 2002                          |
| 2002 | Schau mal, hör mal, mach mal mit! Zuckowski – Beate Lambert – Georg Feils  | — | — | Erstveröffentlichung: 2002                                  |
| 2003 | So eine Gaudi Rolf Zuckowski trifft Sternschnuppe                          | — | — | Erstveröffentlichung: 17. Februar 2003                      |
| 2004 | Nobbi und die Sonnenkinder Rolf Zuckowski und seine Freunde                | — | — | Erstveröffentlichung: 10. Mai 2004                          |
| 2004 | Heia – Rolfs kleine Nachtmusik Rolf Zuckowski                              | — | — | Erstveröffentlichung: 1. November 2004                      |
| 2005 | Hat alles seine Zeit Rolf Zuckowski                                        | — | — | Erstveröffentlichung: 5. September 2005                     |
| 2005 | Wie schön, dass du geboren bist Rolf Zuckowski und seine Freunde           | DE— GoldDE | — | Erstveröffentlichung: 5. September 2005 Verkäufe: + 100.000 |
| 2005 | Orchesterspaß für Ohrenspitzer Rolf Zuckowski                              | — | — | Erstveröffentlichung: 21. Oktober 2005                      |
| 2006 | Sommerkinder Rolf Zuckowski und seine Freunde                              | — | — | Erstveröffentlichung: 2. Juni 2006                          |
| 2007 | Rolfs Familien-Sommerfest Rolf Zuckowski und seine Freunde                 | DE— GoldDE | — | Erstveröffentlichung: 2007 Verkäufe: + 100.000              |
| 2008 | Meine Heimat – Unser blauer Planet Rolf Zuckowski und seine Freunde        | — | — | Erstveröffentlichung: 26. September 2008                    |
| 2010 | Rolfs Kinderfrühling Rolf Zuckowski und seine Freunde                      | DE98 Gold · (1 Wo.)DE | — | Erstveröffentlichung: 26. Februar 2010 Verkäufe: + 100.000  |
| 2010 | Ich schaff das schon! Rolf Zuckowski und seine Freunde                     | — | — | Erstveröffentlichung: 1. Oktober 2010                       |
| 2011 | Rolfs fröhlicher Familientag Rolf Zuckowski                                | — | — | Erstveröffentlichung: 18. März 2011                         |
| 2011 | Dann traut euch – 7 klingende Hochzeitsgrüße Rolf Zuckowski                | — | — | Erstveröffentlichung: 8. Juli 2011                          |
| 2012 | leiseStärke Rolf Zuckowski                                                 | DE80 (1 Wo.)DE | — | Erstveröffentlichung: 16. März 2012                         |
| 2020 | Gemeinsam unterwegs – Lieder im Herbst des Lebens Rolf Zuckowski           | DE70 (1 Wo.)DE | — | Erstveröffentlichung: 25. September 2020                    |
| 2023 | Reiten ist mehr Rolf Zuckowski & Die Pferdefreunde                         | — | — | Erstveröffentlichung: 21. April 2023                        |

### Livealben
- 2002: 20:00 – Live
- 2003: …und ganz doll live!

### Kompilationen
| Jahr | Titel Pseudonym                                                                | Höchstplatzierung, Gesamtwochen, AuszeichnungChartplatzierungen (Jahr, Titel, Pseudonym, Platzierungen, Wochen, Auszeichnungen, Anmerkungen) | Höchstplatzierung, Gesamtwochen, AuszeichnungChartplatzierungen (Jahr, Titel, Pseudonym, Platzierungen, Wochen, Auszeichnungen, Anmerkungen) | Anmerkungen                                               |
| Jahr | Titel Pseudonym                                                                | DE | AT | Anmerkungen                                               |
| ---- | ------------------------------------------------------------------------------ | --- | --- | --------------------------------------------------------- |
| 1995 | Freunde wie wir Rolf Zuckowski mit seinen großen und kleinen Freunden          | DE32 Gold · (11 Wo.)DE | — | Erstveröffentlichung: 6. Oktober 1995 Verkäufe: + 250.000 |
| 1997 | Der Spielmann mit all seinen Freunden – Das Beste aus 20 Jahren Rolf Zuckowski | DE36 Gold · (6 Wo.)DE | — | Erstveröffentlichung: 28. April 1997 Verkäufe: + 250.000  |
| 2008 | Dein Herz für Kinder Maffay – Nena – Zuckowski                                 | DE82 (1 Wo.)DE | — | Erstveröffentlichung: 5. Dezember 2008                    |

Weitere Kompilationen
- 1992: Du da im Radio (Verkäufe: + 250.000, DE: Gold)
- 1992: Meine Mami, mein Papi und ich (Verkäufe: + 250.000, DE: Gold)
- 1994: Jetzt geht’s los!
- 1997: Sing mit uns! Rolfs Vogelhochzeit (Verkäufe: + 250.000, DE: Gold)
- 2000: Das ist Musik für dich (Verkäufe: + 150.000, DE: Gold)
- 2004: Rolfs bunte Liederreise
- 2005: Feste feiern rund um die Jahresuhr
- 2007: Leben ist mehr (inklusive Biografie „5 Jahre Mai“)
- 2009: Rolfs fröhlicher Frühlings-Sonntag (Verkäufe: + 100.000, DE: Gold)
- 2011: Dein kleines Leben (mit Anuschka Zuckowski)
- 2014: Mein Lebensliederbuch
- 2015: Einmal Leben
- 2016: Bei uns in der KITA – 22 Lieder im Frühling und Sommer
- 2016: Bei uns in der KITA – 22 Lieder im Herbst und Winter
- 2016: Gute Laune – gute Fahrt
- 2017: Deine Sonne bleibt – Mit Liedern und sanfter Klassik von der Trauer zum Trost
- 2018: Der Zahnlückenblues – und die Zahnfee lässt grüßen
- 2018: Kommt, wir wolln Laterne laufen
- 2022: Selbstportrait

### Weihnachtsalben
| Jahr | Titel Pseudonym                                                                | Höchstplatzierung, Gesamtwochen, AuszeichnungChartplatzierungen (Jahr, Titel, Pseudonym, Platzierungen, Wochen, Auszeichnungen, Anmerkungen) | Höchstplatzierung, Gesamtwochen, AuszeichnungChartplatzierungen (Jahr, Titel, Pseudonym, Platzierungen, Wochen, Auszeichnungen, Anmerkungen) | Anmerkungen                                                   |
| Jahr | Titel Pseudonym                                                                | DE | AT | Anmerkungen                                                   |
| ---- | ------------------------------------------------------------------------------ | --- | --- | ------------------------------------------------------------- |
| 1987 | Winterkinder … auf der Suche nach Weihnachten Rolf Zuckowski und seine Freunde | DE15 ×3Dreifachplatin · (66 Wo.)DE | AT62 (1 Wo.)AT | Erstveröffentlichung: 11. November 1987 Verkäufe: + 1.800.000 |
| 1993 | Dezemberträume Rolf Zuckowski mit seinen großen und kleinen Freunden           | DE8 ×2Doppelplatin · (61 Wo.)DE | — | Erstveröffentlichung: 5. November 1993 Verkäufe: + 1.000.000  |
| 1996 | Stille Nächte – Helles Licht Rolf Zuckowski & seine großen Freunde             | DE28 (10 Wo.)DE | — | Erstveröffentlichung: 4. November 1996                        |
| 1997 | Weihnachtszeit im Kindergarten Rolf und seine Freunde                          | DE99 Platin · (1 Wo.)DE | — | Erstveröffentlichung: 31. Oktober 1997 Verkäufe: + 500.000    |
| 2001 | In der Weihnachtsbäckerei Rolf Zuckowski                                       | DE13 Gold · (84 Wo.)DE | AT22 (19 Wo.)AT | Erstveröffentlichung: 8. Oktober 2001 Verkäufe: + 150.000     |
| 2006 | Rolfs bunter Adventskalender Rolf Zuckowski                                    | DE34 Platin · (27 Wo.)DE | — | Erstveröffentlichung: 20. Oktober 2006 Verkäufe: + 200.000    |
| 2009 | Rolfs großer Weihnachtsschatz Rolf Zuckowski und seine Freunde                 | DE66 (4 Wo.)DE | — | Erstveröffentlichung: 6. November 2009                        |
| 2010 | Sehnsucht nach Weihnachten Rolf Zuckowski und seine Schweizer Freunde          | DE40 Gold · (3 Wo.)DE | — | Erstveröffentlichung: 26. November 2010 Verkäufe: + 100.000   |

Weitere Weihnachtsalben
- 1982: Wir warten auf Weihnachten (Verkäufe: + 500.000, DE: Platin)
- 2009: Mein allerschönster Weihnachtstraum (Verkäufe: + 200.000, DE: Platin)
- 2014: Es schneit, es schneit – Schönste Winterlieder
- 2017: Wär uns der Himmel immer so nah (Rolf Zuckowski trifft Martin Tingvall)
- 2019: Die Weihnachtsbäckerei –Das Musical-Hörspiel

## Singles
| Jahr | Titel Album                                                                   | Höchstplatzierung, Gesamtwochen, AuszeichnungChartplatzierungen (Jahr, Titel, Album, Platzierungen, Wochen, Auszeichnungen, Anmerkungen) | Höchstplatzierung, Gesamtwochen, AuszeichnungChartplatzierungen (Jahr, Titel, Album, Platzierungen, Wochen, Auszeichnungen, Anmerkungen) | Anmerkungen                                                         |
| Jahr | Titel Album                                                                   | DE | AT | Anmerkungen                                                         |
| --- | ----------------------------------------------------------------------------- | --- | --- | ------------------------------------------------------------------- |
| 1982 | … und ganz doll mich (ich mag) Lieder, die wie Brücken sind                   | DE15 (18 Wo.)DE | — | Erstveröffentlichung: 3. Februar 1982 Original: Volker Lechtenbrink |
| 1987 | In der Weihnachtsbäckerei Winterkinder … auf der Suche nach Weihnachten       | DE20 (44 Wo.)DE | AT40 (16 Wo.)AT | Erstveröffentlichung: 19. Oktober 1987                              |
| 2008 | Dein Herz für Kinder                                                          | DE69 (3 Wo.)DE | — | Erstveröffentlichung: 21. November 2008 mit Maffay & Nena           |
| Folgende Lieder erschienen nicht als Single, wurden aber durch das Album zum Download und Streaming bereitgestellt und konnten somit eine Platzierung erlangen: |                                                                               | | |                                                                     |
| |                                                                               | | |                                                                     |
| 2020 | Guten Tag, ich bin der Nikolaus Winterkinder … auf der Suche nach Weihnachten | DE— aDE | — | Charteinstieg: 4. Dezember 2020                                     |
| 2020 | Kling Glöckchen Winterkinder … auf der Suche nach Weihnachten                 | DE— bDE | — | Charteinstieg: 4. Dezember 2020 Original: Karl Enslin               |
| 2020 | Schneeflöckchen, Weißröckchen DezemberTräume                                  | DE— cDE | — | Charteinstieg: 4. Dezember 2020 Original: Hedwig Haberkern          |
| 2020 | Winterkinder Winterkinder … auf der Suche nach Weihnachten                    | DE— dDE | — | Charteinstieg: 4. Dezember 2020                                     |
| 2020 | Morgen kommt der Nikolaus Wir warten auf Weihnachten                          | DE— eDE | — | Charteinstieg: 4. Dezember 2020                                     |
| 2021 | Weihnachtszeit DezemberTräume                                                 | DE— fDE | — | Charteinstieg: 3. Dezember 2021                                     |
| 2023 | Stups, der kleine Osterhase Rolfs Radio Lollipop                              | DE39 (4 Wo.)DE | — | Charteinstieg: 14. April 2023                                       |
| 2023 | Es schneit Winterkinder … auf der Suche nach Weihnachten                      | DE61 (7 Wo.)DE | — | Charteinstieg: 1. Dezember 2023                                     |

Weitere Singles
| - 1977: Good-Bye, Mama, Good-Bye (unter dem Pseudonym cargo) - 1979: Mein Jahr des Kindes - 1979: An meinem Fahrrad ist alles dran - 1981: Papi, wach auf - 1981: Du da im Radio - 1982: Lieder, die wie Brücken sind - 1982: Lieber guter Weihnachtsmann - 1983: Theo (Der Bananenbrot-Song) - 1983: Die Traumautomaten - 1984: Nachts sind wir bei unser’n Freunden - 1984: Wenn der Sommer kommt - 1985: Grüne Mauer (mit Hans Hartz, Heinz Rudolf Kunze, Udo Lindenberg & Hendrik Schaper; Verkäufe: + 15.000) - 1985: Bis ans Ende der Welt - 1985: Leben ist mehr - 1986: Frag’ mir doch kein Loch in ’n Bauch - 1988: Frühstück für Mama, Frühstück für Papa - 1991: …und dann kommt alles ganz anders - 1991: Ganz nah - 1991: So wichtig bist du auch wieder nicht - 1994: Du brauchst ein Lied - 1994: Menschenskinder - 1995: Hut ab! | - 1996: Eine Chance für das Weihnachtsfest - 1996: Wer ist schon perfekt? - 1997: Inseln der Stille - 1997: Der Spielmann - 1997: Wir Optimisten - 1999: Deutschland, deine Kinder - 2000: Achterbahn - 2000: Kinder werden groß - 2000: Wir hier an der Elbe - 2001: Jetzt kommt die Osterzeit - 2001: Lachende Augen - 2002: Fahrt nur vorbei - 2002: Sie leuchtet - 2002: Wenn du gehen musst, dann geh - 2003: Birds of Paradise (live) (mit Anuschka) - 2003: Einmal leben (live) - 2003: Wir Optimisten (live) - 2005: Und wieder muss es weitergehen - 2008: Du bist nicht alles – Aber alles ist nichts ohne dich - 2012: Gib mir mehr davon - 2012: Vogel ohne Flügel - 2012: Wenn das Jahr zu Ende geht - 2022: Weiter so (mit 75) |

## Videoalben
- 1992: Rolfs Schulweg-Hitparade
- 1993: Rolfs Liederkalender (Verkäufe: + 50.000, DE: Platin)
- 1994: Rolfs Vogelhochzeit (Verkäufe: + 75.000, DE: ×3Dreifachgold )
- 1994: Dezemberträume (Verkäufe: + 75.000, DE: ×3Dreifachgold )
- 1995: Live heißt lebendig
- 2000: 12 bunte Liedergeschichten (Verkäufe: + 25.000, DE: Gold)
- 2002: Rolfs Hasengeschichte – Ich bin stark (Verkäufe: + 25.000, DE: Gold)
- 2003: Rolfs neue Schulweg-Hitparade (Verkäufe: + 75.000, DE: ×3Dreifachgold )
- 2004: Rolf Zuckowski und seine Freunde – Das Beste aus dem ZDF
- 2015: Ach du meine Tüte – mit Musical von Jens Pape und Friederike Linder und 14 Grundschullieder
- 2017: Rolfs neue Vogelhochzeit

## Autorenbeteiligungen und Produktionen
Die folgende Liste beinhaltet Stücke, an denen Rolf Zuckowski als Autor und/oder Produzent beteiligt war und die Charts in Deutschland, Österreich, der Schweiz oder dem Vereinigten Königreich erreichten.
Rolf Zuckowski als Autor (A) und Produzent (P) in den Charts

| Jahr | Titel Interpretation                                            | Höchstplatzierung, Gesamtwochen, AuszeichnungChartplatzierungen (Jahr, Titel, Interpretation, Platzierungen, Wochen, Auszeichnungen, Anmerkungen) | Höchstplatzierung, Gesamtwochen, AuszeichnungChartplatzierungen (Jahr, Titel, Interpretation, Platzierungen, Wochen, Auszeichnungen, Anmerkungen) | Höchstplatzierung, Gesamtwochen, AuszeichnungChartplatzierungen (Jahr, Titel, Interpretation, Platzierungen, Wochen, Auszeichnungen, Anmerkungen) | Höchstplatzierung, Gesamtwochen, AuszeichnungChartplatzierungen (Jahr, Titel, Interpretation, Platzierungen, Wochen, Auszeichnungen, Anmerkungen) | Anmerkungen                                                         |
| Jahr | Titel Interpretation                                            | DE | AT | CH | UK | Anmerkungen                                                         |
| ---- | --------------------------------------------------------------- | --- | --- | --- | --- | ------------------------------------------------------------------- |
| 1976 | Djambo Djambo A, P Peter, Sue & Marc                            | — | — | CH6 (13 Wo.)CH | — | Erstveröffentlichung: 1976                                          |
| 1976 | Like a Seagull A, P Peter, Sue & Marc                           | — | — | CH7 (15 Wo.)CH | — | Erstveröffentlichung: 1976                                          |
| 1976 | Cindy A, P Peter, Sue & Marc                                    | DE10 (21 Wo.)DE | — | CH4 (16 Wo.)CH | — | Erstveröffentlichung: 1976                                          |
| 1977 | Guten Morgen, Sonnenschein A Nana Mouskouri                     | DE39 (2 Wo.)DE | — | — | — | Erstveröffentlichung: 1977                                          |
| 1977 | Swiss Lady A, P Pepe Lienhard Band                              | DE18 (5 Wo.)DE | AT13 (12 Wo.)AT | CH1 (18 Wo.)CH | — | Erstveröffentlichung: 1977                                          |
| 1977 | Mountain Man A, P Peter, Sue & Marc                             | — | — | CH14 (4 Wo.)CH | — | Erstveröffentlichung: 1977                                          |
| 1977 | Der Tifel isch gschtorbe A Michel Villa                         | — | — | CH13 (4 Wo.)CH | — | Erstveröffentlichung: 1977                                          |
| 1977 | Piccolo Man A Pepe Lienhard Band                                | — | — | CH8 (5 Wo.)CH | — | Erstveröffentlichung: 1977                                          |
| 1977 | Memory Melody A, P Peter, Sue & Marc                            | — | — | CH6 (10 Wo.)CH | — | Erstveröffentlichung: 1977                                          |
| 1978 | Tom Dooley A, P Peter, Sue & Marc                               | — | — | CH8 (10 Wo.)CH | — | Erstveröffentlichung: 1978                                          |
| 1979 | Scotty Boy A, P Peter, Sue & Marc                               | — | — | CH10 (9 Wo.)CH | — | Erstveröffentlichung: 1979                                          |
| 1979 | Jerusalem A, P Peter, Sue & Marc                                | — | — | CH11 (4 Wo.)CH | — | Erstveröffentlichung: 1979                                          |
| 1980 | Ciao amico A, P Peter, Sue & Marc                               | — | — | CH10 (7 Wo.)CH | — | Erstveröffentlichung: 1980                                          |
| 1980 | Birds of Paradise A, P Peter, Sue & Marc                        | DE29 (15 Wo.)DE | — | CH9 (13 Wo.)CH | — | Erstveröffentlichung: 1980                                          |
| 1981 | Io senza te P Peter, Sue & Marc                                 | DE47 (7 Wo.)DE | — | CH5 (10 Wo.)CH | — | Erstveröffentlichung: 1981                                          |
| 1981 | Amazonas A, P Peter, Sue & Marc                                 | — | — | CH10 (3 Wo.)CH | — | Erstveröffentlichung: 1981                                          |
| 1982 | … und ganz doll mich (ich mag) A, P Rolf und seine Freunde      | DE15 (18 Wo.)DE | — | — | — | Erstveröffentlichung: 3. Februar 1982 Original: Volker Lechtenbrink |
| 1983 | Nessaja A Peter Maffay                                          | DE17 Gold · (18 Wo.)DE | — | — | — | Erstveröffentlichung: 1983 Verkäufe: + 250.000                      |
| 1987 | In der Weihnachtsbäckerei A, P Rolf Zuckowski und seine Freunde | DE20 (26 Wo.)DE | AT42 (8 Wo.)AT | — | — | Erstveröffentlichung: 19. Oktober 1987                              |
| 1994 | Ich wollte nie erwachsen sein (live) A Peter Maffay             | DE83 (7 Wo.)DE | — | — | — | Erstveröffentlichung: 1. August 1994                                |
| 1995 | Nessaja A Once Again                                            | DE42 (6 Wo.)DE | — | — | — | Erstveröffentlichung: 1995                                          |
| 2002 | Nessaja A Scooter                                               | DE1 Gold · (14 Wo.)DE | AT2 (21 Wo.)AT | CH7 (14 Wo.)CH | UK4 Gold · (9 Wo.)UK | Erstveröffentlichung: 8. April 2002 Verkäufe: + 655.000             |
| 2008 | Dein Herz für Kinder A, P Maffay – Nena – Zuckowski             | DE69 (3 Wo.)DE | — | — | — | Erstveröffentlichung: 21. November 2008                             |
| 2011 | Erwachsen sein A 23 feat. Peter Maffay                          | DE29 (8 Wo.)DE | AT29 (7 Wo.)AT | — | — | Erstveröffentlichung: 9. Dezember 2011                              |

## Hörspiele
| Jahr | Titel Pseudonym                                           | Höchstplatzierung, Gesamtwochen, AuszeichnungChartsChartplatzierungen (Jahr, Titel, Pseudonym, Platzierungen, Wochen, Auszeichnungen, Anmerkungen) | Anmerkungen                         |
| Jahr | Titel Pseudonym                                           | DE | Anmerkungen                         |
| ---- | --------------------------------------------------------- | --- | ----------------------------------- |
| 2017 | Rolfs neue Vogelhochzeit Rolf Zuckowski & Various Artists | DE92 (1 Wo.)DE | Erstveröffentlichung: 7. April 2017 |

Weitere Hörspiele
- 1994: Peter und der Wolf

## Boxsets
- 2007: Rolfs TOP 100 (Verkäufe: + 100.000, DE: Gold)

## Sonderveröffentlichungen
Titelmelodien
- 1985: 1, 2 oder 3
- 1991: Neues vom Süderhof (Neuer Text von Michael Reinecke zu Zuckowski Lied Die Kinder des Rock’ Roll von 1989)

## Statistik

### Chartauswertung

#### Albumcharts
|                     | DE     | AT    |
| ------------------- | ------ | ----- |
| Nummer-eins-Alben   | DE—DE  | AT—AT |
| Top-10-Alben        | DE1DE  | AT—AT |
| Alben in den Charts | DE25DE | AT2AT |

#### Singlecharts
|                       | DE    | AT    |
| --------------------- | ----- | ----- |
| Nummer-eins-Singles   | DE—DE | AT—AT |
| Top-10-Singles        | DE—DE | AT—AT |
| Singles in den Charts | DE5DE | AT1AT |

|                       | DE     | AT    | CH     | UK    |
| --------------------- | ------ | ----- | ------ | ----- |
| Nummer-eins-Singles   | DE1DE  | AT—AT | CH1CH  | UK—UK |
| Top-10-Singles        | DE2DE  | AT1AT | CH12CH | UK1UK |
| Singles in den Charts | DE12DE | AT4AT | CH15CH | UK1UK |

|                       | DE    | AT    | CH     |
| --------------------- | ----- | ----- | ------ |
| Nummer-eins-Singles   | DE—DE | AT—AT | CH1CH  |
| Top-10-Singles        | DE1DE | AT—AT | CH11CH |
| Singles in den Charts | DE7DE | AT2AT | CH13CH |

### Auszeichnungen für Musikverkäufe
| Goldene Schallplatte - Norwegen - 2003: für die Autorenbeteiligung Nessaja (Scooter) |

Anmerkung: Auszeichnungen in Ländern aus den Charttabellen bzw. Chartboxen sind in ebendiesen zu finden.
| Land/RegionAuszeichnungen für Musikverkäufe (Land/Region, Auszeichnungen, Verkäufe, Quellen) | Gold       | Platin       | Verkäufe   | Quellen                                                    |
| -------------------------------------------------------------------------------------------- | ---------- | ------------ | ---------- | ---------------------------------------------------------- |
| Deutschland (BVMI)                                                                           | 34× Gold34 | 22× Platin22 | 14.590.000 | musikindustrie.de, Einzelnachweise                         |
| Norwegen (IFPI)                                                                              | Gold1      | —            | 5.000      | ifpi.no (Memento vom 5. November 2012 im Internet Archive) |
| Vereinigtes Königreich (BPI)                                                                 | Gold1      | —            | 400.000    | bpi.co.uk                                                  |
| Insgesamt                                                                                    | 36× Gold36 | 22× Platin22 |            |                                                            |